# ОШ „Бранко Радичевић” Савино Село
ОШ „Бранко Радичевић” једна jе од основних школа на подручју општине Врбас, у Савином Селу, у Јужнобачком округу. Налази се у улици Маршала Тита 55.

## Историјат
Прва школа у селу је основана крајем 19. века, на немачком језику. По завршетку Првог светског рата ученици су били подељени у одељења према матерњем језику. Формирана је Народна основна школа у Торжи са мађарским, словачким, русинским, српским и немачким наставним језиком. Године 1920. је променила назив у Државна српска школа у Торжи. Године 1926. је поново променила назив у Основна школа „Краља Петра I великог ослободиоца”. У време Другог светског рата мађарске власти су организовале наставу на немачком и мађарском језику. После рата школа носи назив Државна основна школа „Савино Село”, а од 1959. име по Бранку Радичевићу. Данашња зграда школе је подигнута 1905. године, била је зграда Занатске задруге до 1953, а адаптирана је, дограђена и претворена у намене школе 1954. Тада је наставу похађало 620 ученика, а настава се одвија на српском, мађарском и словачком језику. Централна зграда је адаптирана 1985. године, садржала је осам учионица, шест кабинета за специјализовану наставу, школску библиотеку, канцеларије директора, педагога, секретара, зборницу и ђачку кухињу. Нова фискултурна сала је отворена 2013. године. Данас школа располаже модерним мултимедијалним кабинетом са пратећом опремом.